# Páles Zsolt
Páles Zsolt (Sátoraljaújhely, 1956. március 6. –) matematikus, egyetemi tanár, a Magyar Tudományos Akadémia rendes tagja.

## Élete
1962 és 1970 között sátoraljaújhelyi Esze Tamás Általános Iskola, majd 1970 és 1974 között a sátoraljaújhelyi Kossuth Lajos Gimnázium tanulója volt. 1980-ban szerzett okleveles matematikusi diplomát a debreceni Kossuth Lajos Tudományegyetemen. 1982-ben egyetemi doktor, 1987-ben a matematikai tudományok kandidátusa és 2001-ben az MTA doktora lett. 2001-ben habilitált a Debreceni Egyetemen, amelynek Analízis Tanszékén 2002-től egyetemi tanár és amelynek vezetője volt 1994-2001, 2007-2010 és 2013-2020 között. 2008 óta a Matematika- és Számítástudományok Doktori Iskola vezetője. 2010 és 2013 között a Debreceni Egyetem tudományos rektorhelyettese, 2011 és 2012 között az Országos Doktori Tanács alelnöke, majd társelnöke volt 2013-ig. 2016-ban a Magyar Tudományos Akadémia levelező, 2022-ben rendes tagjának választotta. 2020-tól A Debreceni Akadémiai Bizottság elnöke és Debreceni Egyetem Professzori Klubjának társelnöke.

## Oktatói munkássága
A Debreceni Egyetemen a következő témakörökben tartott előadásokat: valós és komplex analízis, mértékelmélet, ortogonális sorok, funkcionálanalízis, közönséges és parciális differenciálegyenletek, optimális irányításelmélet, matematikai programozás, variációs egyenlőtlenségek, konvex, nemsima és halmazértékű analízis, függvény-egyenlőtlenségek. Több új tárgy bevezetését kezdeményezte, ezek tematikáját is kidolgozta. Fontos szerepet vállal a fiatalabb korosztály tehetséggondozásában is. Éveken át tartott előadásokat a Megyei Matematikai Szakkörben, és személyes konzulensként részt vett középiskolások nemzetközi tudományos konferenciára való felkészítésében. Jelentős szerepet vállalt a Teaching Mathematics and Computer Science című folyóirat létrehozásában.

## Kutatási témái
Függvényegyenletek és egyenlőtlenségek; kiterjesztési tételek függvényegyenletekre; függvényegyenlőtlenségek, konvex analízis; stabilitási tételek függvényegyenletekre és egyenlőtlenségekre; nemsima analízis és nemlineáris optimalizálás; optimális irányításelmélet, nemlineáris optimalizálás; a középérték elmélete. 240 rangos folyóiratban megjelent közleménye, két egyetemi jegyzete jelent meg és három könyv szerkesztése fűződik nevéhez. Nemzetközi elismertségét jelzi, hogy számos helyen volt vendégoktató és kutató. 2008 óta az Alkalmazott Matematikai Lapok és az Aequationes Matematicae főszerkesztője és további 7 folyóirat szerkesztő bizottságának tagja.

## Szakmai tagságok
- 2002–2004: A Magyar Operációkutatási Társaság Elnökségének a tagja.
- 2011–2014: Az MTA Matematikai Osztály Operációkutatási Szakbizottságának elnöke.
- 2008: Az International Symposium on Functional Equations (ISFE) Tudományos Tanácsának a tagja.
- 2008: Az International Conference on Functional Equations and Inequalities (ICFEI) Tudományos Tanácsának a tagja.
- 2008: A Debreceni Egyetem Matematika- és Számítástudományok Doktori Iskolájának vezetője.
- 2014: A Debreceni Akadémiai Bizottság alelnöke, majd 2020-tól elnöke.

## Közéleti tevékenység
2014-től a Debreceni Egyetem Professzori Klubjának alelnöke, majd 2020-tól társelnöke.

## Díjak
- Rényi Kató-díj (adományozó: Bolyai János Matematikai Társulat), 1980
- Grünwald Géza-díj (adományozó: Bolyai János Matematikai Társulat), 1983.
- Miniszteri Dicséret (adományozó: Oktatási Miniszter), 1988.
- Alexits György-díj (adományozó: Magyar Tudományos Akadémia Matematikai Osztálya), 1992.
- A 34. Nemzetközi Függvényegyenletek Szimpózium (ISFE) legjobb előadásáért járó díj, Wisła Jawornik, Lengyelország (adományozó: az ISFE tudományos tanácsa), 1996.
- Széchenyi Professzori ösztöndíj (adományozó: Oktatási Miniszter), 1997-2001.
- Az 1998-as évi Marek Kuczma verseny I. díja egy Kazimierz Nikodemmel írt dolgozatért.
- Bolyai Farkas kuratóriumi díj (adományozó: Arany János Közalapítvány), 2000.
- Széchenyi István-ösztöndíj, 2001-2003.
- Címzetes főiskolai tanár, Nyíregyházi Bessenyei György Tanárképző Főiskola, 2002.
- Akadémiai Díj (adományozó: Magyar Tudományos Akadémia), 2004.
- Szent-Györgyi Albert-díj, 2009.
- Szele Tibor-emlékérem (adományozó: Bolyai János Matematikai Társulat), 2011.
- Szentágothai János-ösztöndíj, 2013-2014.
- Széchenyi-díj, 2014.
- A 2018-as évi Marek Kuczma verseny I. díja egy Andrzej Olbryṡsal írt dolgozatért.
- Pro Facultate Díj (adományozó: Debreceni Egyetem Természettudományi és Technológiai Kara), 2019.
- Arany Katedra Díj (adományozó: Debreceni Egyetem Természettudományi és Technológiai Kara), 2021.
- Szőkefalvi-Nagy Béla-érem (adományozó: Szegedi Tudományegyetem Bolyai Intézete), 2022.